# Gramat
Gramat – miejscowość i gmina we Francji, w regionie Oksytania, w departamencie Lot.
Według danych na rok 1990 gminę zamieszkiwało 3526 osób, a gęstość zaludnienia wynosiła 62 osób/km² (wśród 3020 gmin regionu Midi-Pireneje Gramat plasuje się na 93. miejscu pod względem liczby ludności, natomiast pod względem powierzchni na miejscu 69.).
W Gramat urodził się bł. ks. Piotr Bonhomme (1803-1861).